# Stine Eiberg
Stine Eiberg Jørgensen (født 25. november 1998 i Høje Taastrup) er en kvindelig dansk håndboldspiller, som til daglig spiller for Nykøbing Falster Håndboldklub og Danmarks kvindehåndboldlandshold.

## Håndboldkarriere
Eiberg startede sin håndboldrække i Ajax København og var også en del af holdet, der oprykkede til landets bedste kvindelige række, Damehåndboldligaen i 2017–18. Forinden havde hun også optrådt på klubbens ungdomshold, hvor hun allerede i 2015 blev en del af førsteholdstruppen i 1. division. I ligaen overraskede Ajax tilmed trods dets ellers uerfarne hold og overlevede således første sæson i ligaen. Gennem sæsoner i ligaen, etablerede Eiberg sig tilmed som en af holdets mest rutinerende og erfarne spillere, hvor især hendes forsvarsevner var en central del af holdets succes.
I 2022 stoppede Eiberg i klubben efter syv sæsoner, da hun skrev under på en to-årig kontrakt med Nykøbing Falster Håndboldklub. Her var hun ligeledes tiltænkt en stor rolle i forsvaret. Her opnåede hun ligeledes stor succes og nåede sammen med holdet finalen i European League i 2023 i hendes første sæson. Her blev man dog slået af Ikast Håndbold, men lavede året efter endnu en overraskelse ved at kvalificere sig til DM-finalen i 2024 mod Team Esbjerg. Her vandt holdet sølv.
Få måneder senere i oktober 2024 blev Eiberg første gang udtaget til det danske A-landshold af landstræner Jesper Jensen. Efterfølgende blev hun også udtaget til sin første slutrunde ved EM i håndbold 2024 i Schweiz, Ungarn og Østrig, hvor især hendes forsvarsevner sikrede hendes en udtagelse. Undervejs blev Eiberg dog skiftet ud til fordel for rutinerede Mette Tranborg.